# Districte de Liberec
El districte de Liberec - (txec) Okres Liberec - és un districte de la regió de Liberec, a la República Txeca. La capital és Liberec.

## Llista de municipis
- Bílá
- Bílý Kostel nad Nisou
- Bílý Potok
- Bulovka
- Černousy
- Český Dub
- Cetenov
- Chotyně
- Chrastava
- Čtveřín
- Dětřichov
- Dlouhý Most
- Dolní Řasnice
- Frýdlant
- Habartice
- Hejnice
- Heřmanice
- Hlavice
- Hodkovice nad Mohelkou
- Horní Řasnice
- Hrádek nad Nisou
- Jablonné v Podještědí
- Janovice v Podještědí
- Janův Důl
- Jeřmanice
- Jindřichovice pod Smrkem
- Kobyly
- Krásný Les
- Křižany
- Kryštofovo Údolí
- Kunratice
- Lázně Libverda
- Lažany
- Liberec
- Mníšek
- Nová Ves
- Nové Město pod Smrkem
- Oldřichov v Hájích
- Osečná
- Paceřice
- Pěnčín
- Pertoltice
- Proseč pod Ještědem
- Příšovice
- Radimovice
- Raspenava
- Rynoltice
- Šimonovice
- Soběslavice
- Stráž nad Nisou
- Světlá pod Ještědem
- Svijanský Újezd
- Svijany
- Sychrov
- Višňová
- Vlastibořice
- Všelibice
- Žďárek
- Zdislava